# (5278) Polly
(5278) Polly – planetoida z pasa głównego asteroid okrążająca Słońce w ciągu 3 lat i 112 dni w średniej odległości 2,22 j.a. Została odkryta 12 marca 1988 roku. Przed nadaniem nazwy planetoida nosiła oznaczenie tymczasowe (5278) 1988 EJ1.